# Рекоаса
Рекоаса (рум. Răcoasa) — село у повіті Вранча в Румунії. Входить до складу комуни Рекоаса.
Село розташоване на відстані 183 км на північ від Бухареста, 40 км на північний захід від Фокшан, 140 км на південний захід від Ясс, 109 км на північний захід від Галаца, 105 км на схід від Брашова.

## Населення
За даними перепису населення 2002 року у селі проживали 1259 осіб. Усі жителі села рідною мовою назвали румунську.
Національний склад населення села:
| Національність | Кількість осіб | Відсоток |
| -------------- | -------------- | -------- |
| румуни         | 1200           | 95,3%    |
| цигани         | 59             | 4,7%     |